# چوب غذاخوری (فیلم)
چوب غذاخوری یا چاپستیک (انگلیسی: Chopsticks) یک فیلم کمدی درام هندی زبان هندی به کارگردانی ساچین یدی و تهیه کنندگی آشوینی یدی است. در این فیلم آبهای دئول و میتیلا پالکار نقش‌های اصلی را بازی می‌کنند. فیلم ماجرای داستان زنی است که به پیش مرد مرموز زندان رفته، ارجاع می‌شود و او توافق می‌کند که به او کمک نماید تا ماشین به سرقت رفته اش را بدون دستمزد از دست اراذل بازپس ستاند، و اینکه در زندگی آنها چه تغییراتی ایجاد می‌کند. در روز ۳۱ مهٔ ۲۰۱۹ از نتفلیکس در سرتاسر جهان به نمایش درآمد.